# 針塚古墳
針塚古墳（はりづかこふん）は、長野県松本市里山辺にある古墳（積石塚）。形状は円墳。長野県指定史跡に指定されている。

## 概要

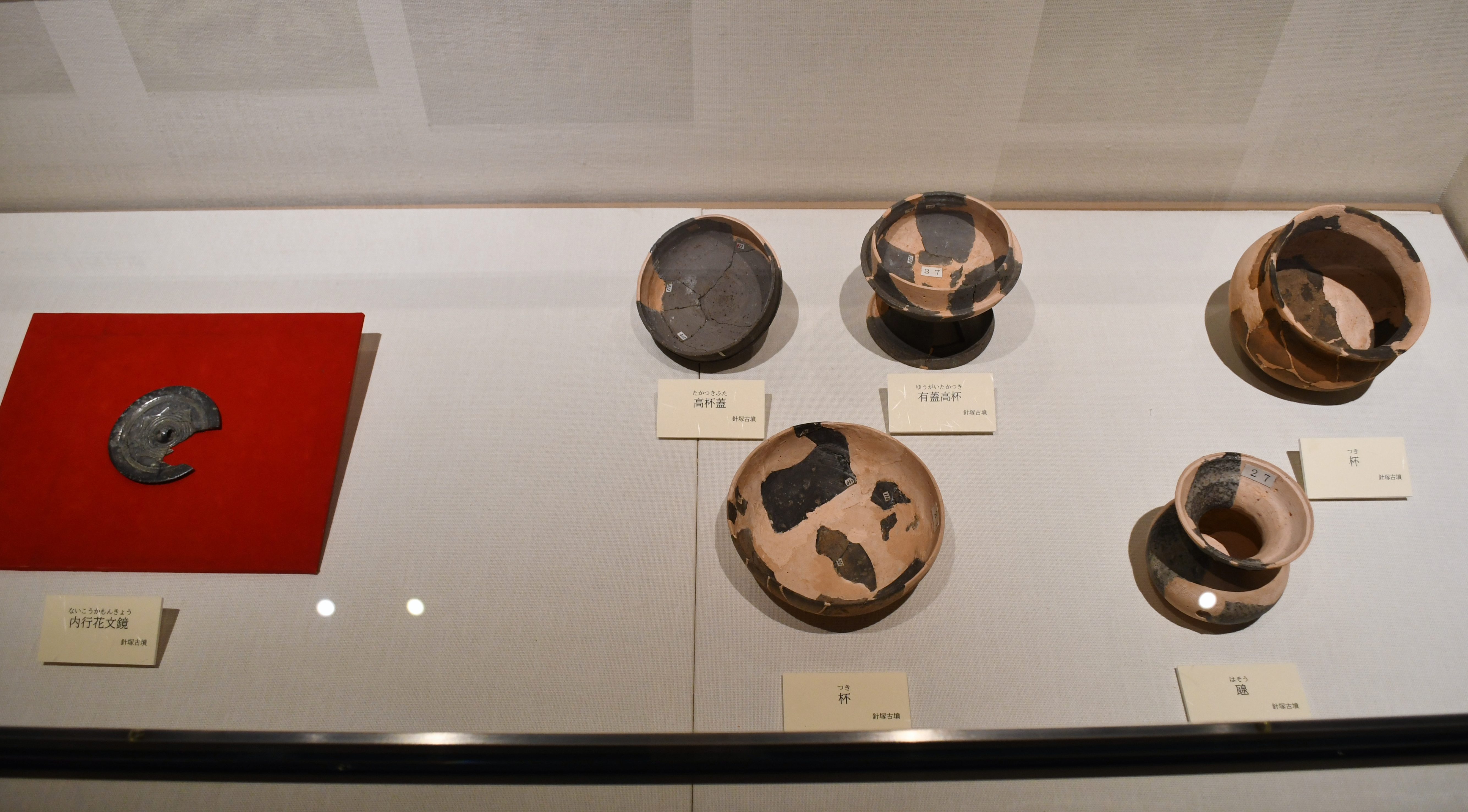
出土品松本市立考古博物館展示。

針塚古墳の所在する松本市山辺の薄川流域には多くの古墳が分布していたが、開発により多くが消失し、針塚古墳が残るのみになった。5世紀後半の積石塚であると推測されており、渡来人との関係が指摘されている。
副葬品として文鏡・鉄斧・鉄鏃のほか、小刀・ガラス玉・鉸具（かこ）などが出土している。

## 文化財

### 長野県指定文化財
- 史跡
  - 針塚古墳 - 1997年（平成9年）2月20日指定。

## 交通アクセス
- 松本バスターミナルより松本電鉄バス入山辺線で約15分、「里山辺出張所」下車 徒歩15分。